# Besòs Mar
Besòs Mar è una stazione della linea 4 della metropolitana di Barcellona situata sotto la calle Alfons el Magnànim nel quartiere di Besòs del distretto di Sant Martí di Barcellona .
La stazione fu inaugurata nel 1982 con il nome di Mina; ma nel 1985 con il prolungamento della L4 fino alla stazione di Pep Ventura cambiò il suo nome nell'attuale Besòs Mar.